# Heinz Scheurlen

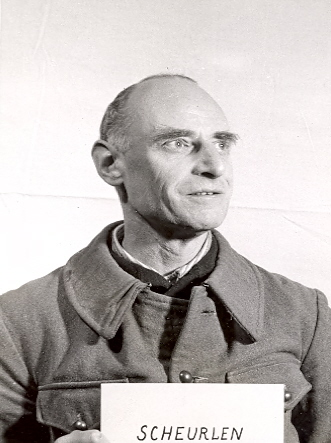
Heinz Scheurlen als Zeuge bei den Nürnberger Prozessen

Heinz Scheurlen (häufig auch fälschlich Scheuerlen geschrieben) (* 24. April 1895 in Stuttgart; † 27. April 1971 ebenda) war ein deutscher Offizier, zuletzt Generalleutnant. Er wurde bekannt als deutscher Militärbefehlshaber in Griechenland in der Schlussphase des Zweiten Weltkriegs.

## Leben und Wirken
Nach dem Abitur trat Scheurlen in die Kaiserliche Marine ein. Im April/Mai 1913 besuchte er die Marineschule Mürwik, wo er den Dienstgrad Fähnrich zur See erwarb. Nach dem Besuch der erhielt er vom Mai 1913 bis März 1914 die Ausbildung als Seekadett auf dem Schweren Kreuzer Victoria Louise. Anschließend absolvierte er bis Juli 1914 einen Offizierskursus an der Marineschule.
Nach dem Ausbruch des Ersten Weltkriegs war Scheurlen zunächst vom 1. August 1914 bis zum 16. September 1914 Zugführer im XV. Marinebataillon. Vom 17. September bis 12. Dezember 1914 durchlief er eine Ausbildung beim Marineflugkorps in Johannisthal. Danach war er nacheinander Pilot bei den Marinefliegerstationen in Warnemünde (13. Dezember 1914 bis 25. Januar 1915), Holtenau (26. Januar 1915 bis 31. Juli 1915), Warnemünde (1. August 1915 bis 18. September 1915) und Libau (19. September 1915 bis 5. Mai 1916). Es folgte eine längere Verwendung als Pilot beim Torpedofliegerschwadron in Holtenau und Angernsee (6. Mai 1916 bis 1. Dezember 1916). Anschließend durchlief er einen einmonatigen Kursus auf dem Schiff der Torpedoschule Württemberg in Flensburg-Mürwik. Vom 7. Januar 1917 bis 1. Februar 1918 war er Pilot bei einem Torpedofliegerschwadron, möglicherweise in Flensburg-Fahrensodde oder in Zeebrügge, oder an besagten beiden Orten. Danach, vom 2. Februar bis 27. März 1918, absolvierte er einen längeren Navigationskursus an der Marineschule Mürwik. Vom 28. März 1918 bis 2. Oktober 1918 bekleidete er dann den Posten des Führers einer Torpedofliegerschwadron in Zeebrügge, bevor er vom 2. bis 21. Oktober 1918 Dienst als Pilot beim 1. Seeflugbataillon tat. Kurz vor Kriegsende wurde er Leiter der Flugschule Apenrade, was er bis zum 30. Juni 1919 blieb.
Nachdem Scheurlen vom 1. Juli bis zum 25. September 1919 war Scheurlen bei der Seefliegerstation Flensburg und dann bis 22. November 1919 bei der Seeflugstation Holtenau tätig gewesen war, wurde er zum 22. November 1919 in den Polizeidienst aufgenommen: Zunächst war er bis 1920 bei der Luftpolizei in Kiel beschäftigt, um anschließend bis zu seinem Abschied am 31. März 1923 bei der Polizeiverwaltung in Stettin zu arbeiten. Vom 1. April 1923 bis November 1925 war er Technischer Leiter bei den Junkerswerken, für die er unter anderem in Persien und Russland tätig war. Anschließend war er vom November 1925 bis 28. Februar 1927 Fluglehrer bei der Lufthansa in Böblingen. Vom März 1927 bis 30. September 1934 war Scheurlen Leiter einer Flugschule in List auf Sylt.
Im Rahmen des von den Nationalsozialisten seit 1933 betriebenen massiven Ausbaus der deutschen Luftwaffe wurde Scheurlen im April 1934 als Offizier reaktiviert: Er fand zunächst Verwendung als Berater im Luftwaffenbezirkskommando VI in Kiel vom 1. Oktober 1934 bis 31. Juli 1935. Anschließend wechselte er als Berater in das Kommandobüro und später in die Technische Abteilung des Reichsluftfahrtministeriums, wo er bis zum 30. September 1936 tätig blieb.
In der Zeit vom 1. Oktober 1936 bis zum 31. März 1940 war Scheurlen schließlich Kommandeur der Luftwaffenschule und Stützpunktkommandeur in Bug auf Rügen. Es folgte vom 17. April 1940 bis 19. Dezember 1941 eine Verwendung als Flugausbildungskommandeur.
Vom 20. Dezember 1941 bis 31. Oktober 1942 amtierte Scheurlen dann als Stabschef für Ausbildungsangelegenheiten im Luftwaffenministerium. Anschließend war er vom 3. November 1942 bis 14. Februar 1943 Kommandeur beim Flugausbildungskommando 3. Danach war er vom 15. Februar bis 20. November 1943 Flugausbildungskommandeur einer Pilotenschule. Vom 1. Januar bis 25. April 1944 war Scheurlen Kommandeur beim Kontrollkommando der Luftflotte.
In der Spätphase des Zweiten Weltkriegs wurde Scheurlen mit Wirkung vom 26. April 1944 zum deutschen Feldkommandanten in Athen und Militärkommandeur in Griechenland ernannt, was er bis zum 25. Oktober 1944 blieb. Anschließend war er noch bis zum 10. Dezember 1944 Wehrmachtskommandeur in Makedonien. Vom 11. Dezember 1944 bis 30. April 1945 gehörte Scheurlen noch der sogenannten Führerreserve im Oberkommando der Luftwaffe an, wo er der Ersatzflugdivision zur Verfügung gestellt wurde.
Nachdem Scheurlen am 30. April 1945, unmittelbar vor Kriegsende, in den Ruhestand ging, geriet er am 8. Mai 1945 in Kriegsgefangenschaft, aus der er schließlich am 16. Juni 1947 entlassen wurde. Während seiner Gefangenschaft nahm er unter anderem als Zeuge an den Nürnberger Prozessen teil.